# 5056 Рахуа
5056 Рахуа (5056 Rahua) — астероїд головного поясу, відкритий 9 вересня 1986 року.
Тіссеранів параметр щодо Юпітера — 3,357.